# Merrymaking
«Merrymaking» (メリメイキング) es el séptimo sencillo de la banda Oshare Kei: Antic Cafe, publicado en 2005 y perteneciente al álbum Shikisai Moment. Éste es el tercer y último sencillo dentro de la campaña llamada Harajuku Sanbusaku.

## canciones
| CD  |                                 |          |  |
| N.º | Título                          | Duración |  |
| 1.  | «MERRY MAKING (メリメイキング)» | 5:05     |  |